# Oak Ridge (Florida)
Oak Ridge statisztikai település az Amerikai Egyesült Államok Florida államában, Orange megyében. Lakosainak száma 25 062 fő (2020. április 1.).

## Népesség
A település népességének változása:

| 2010 | 22 685 |
| 2020 | 25 062 |